# Rebels de Louisville
Les Rebels de Louisville sont une franchise de hockey sur glace ayant évolué dans la Ligue internationale de hockey.

## Historique
L'équipe a été créée en 1957 à Louisville au Kentucky à la suite du déménagement des Hornets de Huntington. Les Rebels jouèrent trois saisons dans la LIH atteignant la finale dès leur première saison, défaisant au passage les champions en titre des cinq dernières années, les Mohawks de Cincinnati. La saison suivante, les Reberls retournèrent à la grande finale et remportèrent pour la seule fois de leur courte histoire la coupe Turner, remise au champion des séries éliminatoires.

### Saisons en LIH
Note: PJ : parties jouées, V : victoires, D : défaites, N : matchs nuls, DP : défaite en prolongation, DF : défaite en fusillade, Pts : Points, BP : buts pour, BC : buts contre, Pun : minutes de pénalité
| Saison    | PJ | V  | D  | N | Pts | Classement             | Séries éliminatoires         | Entraîneur   |
| --------- | -- | -- | -- | - | --- | ---------------------- | ---------------------------- | ------------ |
| 1957-1958 | 64 | 30 | 31 | 3 | 63  | 3e rang LIH            | Finaliste de la coupe Turner |              |
| 1958-1959 | 60 | 35 | 24 | 1 | 71  | 1er rang LIH           | Vainqueur de la coupe Turner |              |
| 1959-1960 | 68 | 37 | 30 | 1 | 75  | 2e place, division Est | Défaite au 1er tour          | Ronnie Spong |

### Référence
1. ↑  (en) Statistiques des Rebels sur http://www.hockeydb.com